# Arena Pruszków
 (avril 2025).
Si vous disposez d'ouvrages ou d'articles de référence ou si vous connaissez des sites web de qualité traitant du thème abordé ici, merci de compléter l'article en donnant les références utiles à sa vérifiabilité et en les liant à la section « Notes et références ».
La Arena Pruszków est un vélodrome situé à Pruszków, une banlieue de la capitale Varsovie en Pologne. L'Arena est le domicile de la Fédération polonaise de cyclisme.
Ouvert en 2008 comme BGŻ Arena, renommé en 2015 du nom de la banque BGŻ BNP Paribas, le vélodrome a une capacité de 1 800 spectateurs. Sa piste en pin de Sibérie est longue de 250 mètres. Le vélodrome a accueilli depuis sa création deux championnats d'Europe, le championnat du monde de 2009, et le Championnat du monde cyclisme sur piste 2019.

## Évènements
- Championnats d'Europe de cyclisme sur piste juniors et espoirs 2008, 3 au 7 septembre 2008
- Championnats du monde de cyclisme sur piste 2009, 26 au 29 mars 2009
- Championnats d'Europe de cyclisme sur piste élites 2010, 5 au 7 novembre 2010
- Championnats du monde de cyclisme sur piste 2019, 27 février au 3 mars 2019